# Операция „Брониран юмрук“
Операция „Брониран юмрук“ (Operation "Panzerfaust") е военна акция на СС по време на Втората световна война, извършена през 1944 година на територията на Унгария за овладяване на нейното управление.
Ото Скорцени, командващ на специалните сили на СС, заминава за Унгария със задачата да попречи на сепаратистките преговори, които води със Съветския съюз унгарският регент адмирал Миклош Хорти, за оттеглянето на страната от войната.
На 15 октомври, в рамките на операция „Брониран юмрук“, в Будапеща е отвлечен синът на Хорти. Под заплахата на 35 танка „Тигър“ и германски парашутисти-десанчици, които атакуват планинската му резиденция, унгарският регент Хорти се предава след 30-минутна битка и предава властта на прогермански настроения премиер Ференц Салаши.
С тази операция се предотвратява отрязването на пътя за отстъпление на повече от 1 000 000 германски войници, воюващи на Балканския полуостров.
Унгария продължава войната на страната на Германия до пълния им разгром от Червената армия през април 1945 г.